# Joseph Orcesi
Joseph Orcesi, né à Plaisance (Italie) le 2 juillet 1882 et mort à Digne-les-Bains le 20 janvier 1974, est un aquarelliste français.

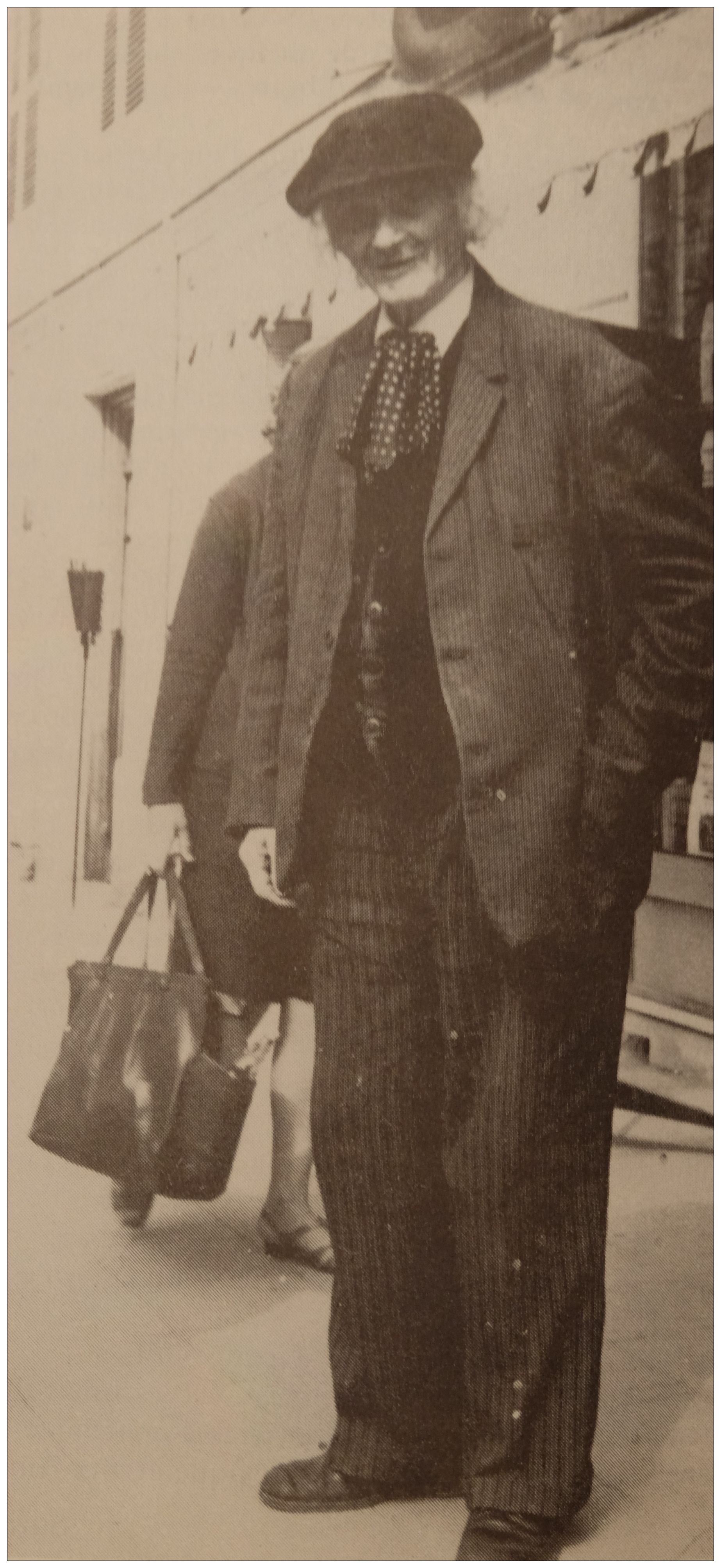
Joseph Orcesi à Digne-les-Bains

## Biographie
Joseph Orcesi arrive à Digne-les-Bains en 1884 avec sa famille après un long voyage d'une semaine en charrette, il n'a alors que deux ans. Il demande sa naturalisation et sera officiellement français le 29 octobre 1904 à 22 ans.
Dès son plus jeune âge il côtoie Étienne Martin qui lui offre ses premiers matériels de peinture et lui apprend à se remplir le regard des beautés de cette nature si pittoresque et si variée de la Haute-Provence qu'il reproduira plus tard avec beaucoup de poésie et d'amour.
Étienne Martin lui conseille de participer aux cours de dessin de Henri Jaubert, alors directeur de l'école municipale de dessin à Digne-les-Bains. Il adopte dans un premier temps la peinture à l'huile et met en avant la puissance picturale de ces ciels nuageux de Provence qu'Étienne Martin représente dans ses œuvres.
Cela ne durera que peu de temps, il se consacrera par la suite exclusivement à l'aquarelle, beaucoup plus fragile et sensible, il joue sur la transparence comme le lui a appris Henri Jaubert.
Musicien, il s'adonne à cette autre passion en jouant de la clarinette et du hautbois. En 1909, il est nommé professeur à l'école municipale de musique à Digne.
Il réalise de nombreuses vues de Marcoux où il habite le quartier Saint-Jacques qu'il affectionne particulièrement, ces ruisseaux bordés de vieux saules, quelques maigres peupliers se reflétant dans une eau dormante par une belle journée d'automne, le dessin n'est pas très ferme et dominant, il est avant tout coloriste.

## Œuvres picturales
On trouve ses œuvres au Musée Gassendi à Digne-les-Bains :
- Aquarelle vue de Marcoux près de Digne-les-Bains
- Aquarelle à Ubraye (Alpes-de-Haute-Provence)
- Aquarelle à Marcoux près de Digne
- Aquarelle sur la route à l'automne
- Aquarelle à Marcoux ruisseau dans les prés avec des saules
- Aquarelle vue de Digne, place du Placet (près de la rue du Figuier)